# Montecincla
Montecincla — рід горобцеподібних птахів родини Leiothrichidae. Представники цього роду є ендеміками Західних Гат на південному заходу Індії.

## Види
Виділяють чотири види:
- Чагарниця нільгірійська (Montecincla cachinnans)
- Чагарниця кералайська (Montecincla fairbanki)
- Чагарниця сіровола (Montecincla jerdoni)[4]
- Чагарниця рудобока (Montecincla meridionalis)[5]

## Етимологія
Наукова назва роду Montecincla походить від сполучення слів лат. montis — гора і лат. cinclus — дрізд.